# پیروپ
پیروپ  (به انگلیسی: Pyrope) با فرمول شیمیایی Mg3Al2[SiO4]3 از مجموعه کانی هاست و خواص فیزیکی و شیمیایی پیروپ شبیه گروناها است از کلمه یونانی Puropos بمعنای شبیه آتش گرفته شده‌است. گاه حاوی Ti می‌باشد. (Schorlomite) متغیر - برای ایزومورف‌های مرتبه بالای آن عناصر Mg- Fe - Ca- Al- V -Cr -Zr -Ti -Mn - Y در کانیها به صورت اولیه یافت می‌شوند. برای اولین بار در چک اسلواکی کشف شد و از نظر، رنگ: قرمز تیره - قرمز بنفش تا قرمز مشکی، شفافیت: شفاف - نیمه شفاف و در رده‌بندی سیلیکات است و منشأ تشکیل آن ماگمائی - در سنگهای اولترابازیک به همراه ژیزمان‌های الماس - آبرفتها است.
کاربرد آن: به عنوان ابزار برش، صیقلی و حفاری و سنگ تزئینی مصرف می‌شود.، از نظر ژیزمان فراوان است و بیشتر در آلمان شرقی، چک اسلواکی، آفریقای جنوبی، استرالیا، سری لانکا، روسیه، آمریکا، ماداگاسکار، برزیل، تانزانیا یافت می‌شود.